# 宋防御使钟公祠
宋防御使钟公祠，位于中国广东省广州市祠在从化市太平镇屈洞村，墓分别在太平镇飞鹅岭和广州白云山，为广州市从化市的一个市、县级文物保护单位，类型为古建筑，公布时间为2002年7月。
宋防御使钟公祠的历史年代为明－清。